# تاج نابليون

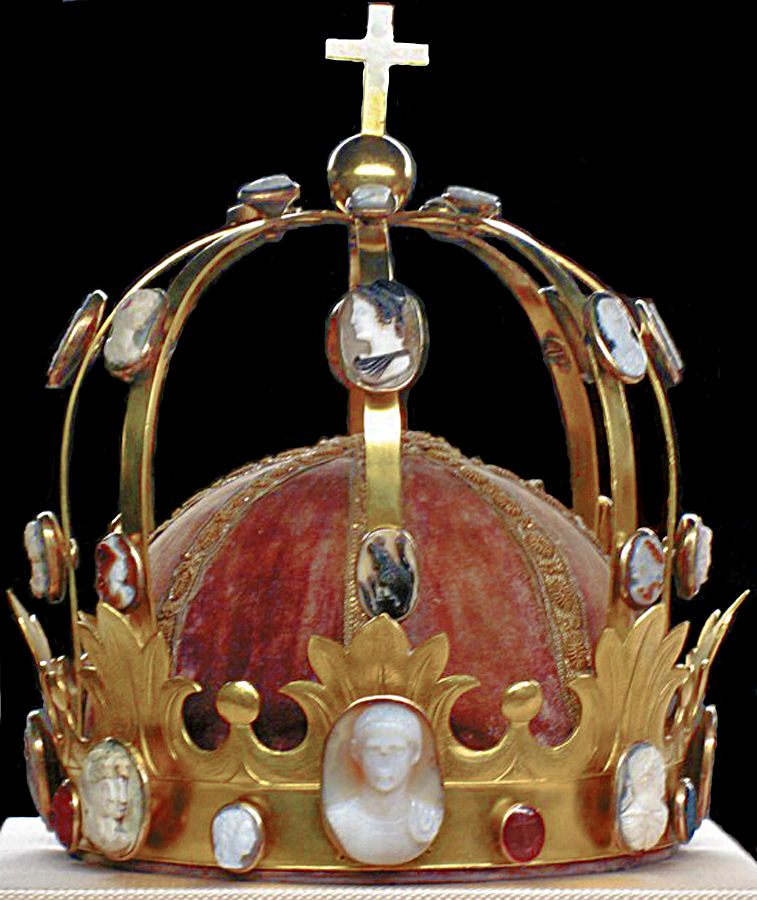
تاج نابليون، الذي أطلق عليه الإمبراطور نفسه اسم "تاج شارلمان"

تاج نابليون (الفرنسية: Couronne de Napoléon Ier) كان تاج تتويج مصنوعًا لنابليون الأول واستخدم في تتويجه إمبراطورًا للفرنسيين في 2 ديسمبر 1804. أطلق نابليون على هذا التاج اسم "تاج شارلمان"، وهو اسم تاج التتويج الملكي القديم في فرنسا الذي دمر أثناء الثورة الفرنسية. سمح هذا الاسم لنابليون بمقارنة نفسه بالملك الشهير في العصور الوسطى شارلمان، ملك الفرنجة وإمبراطور الإمبراطورية الرومانية المقدسة.

## الأصول

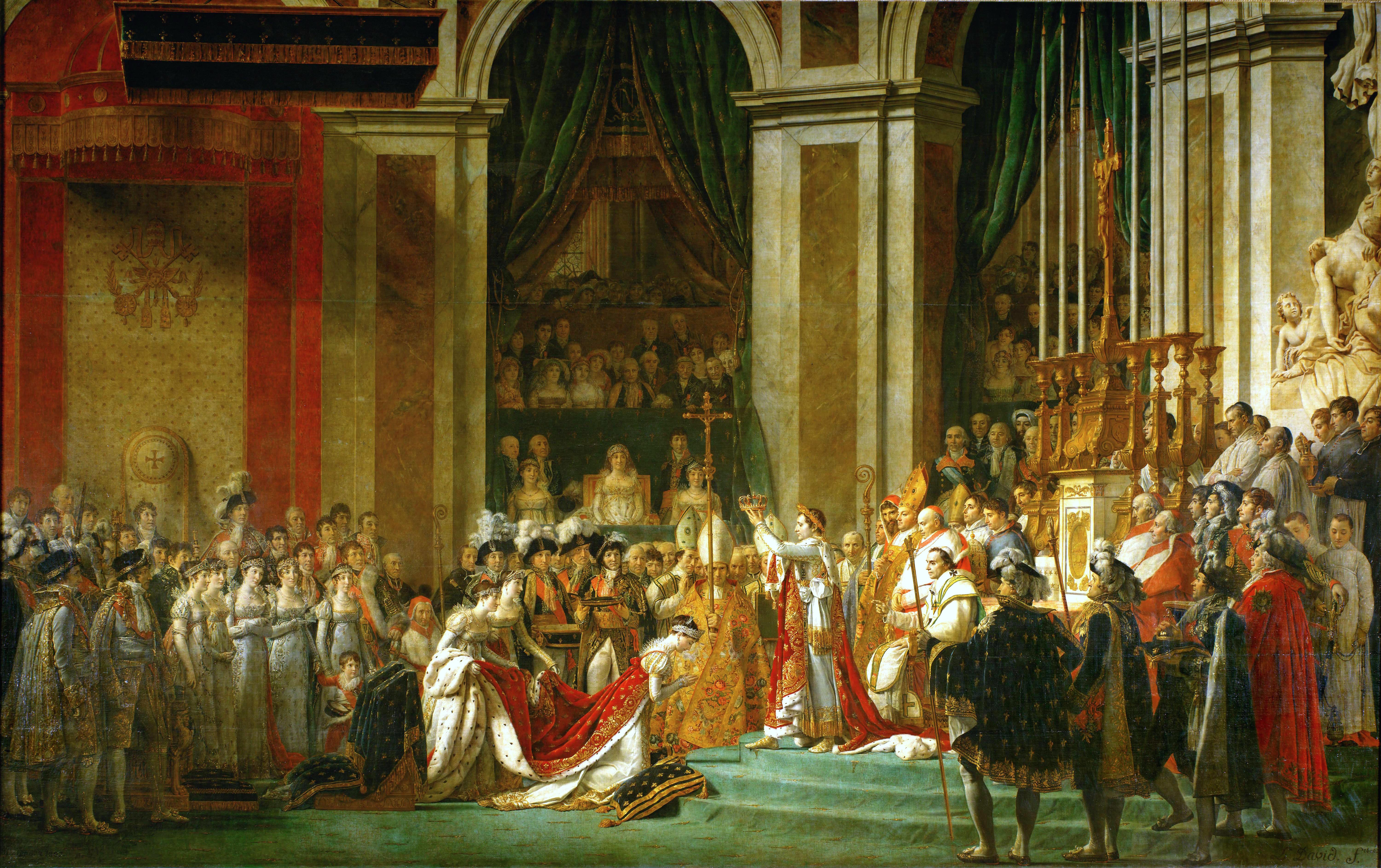
تتويج نابليون، تخليدًا لذكراه من قبل جاك لويس ديفيد

أدت الثورة الفرنسية في تسعينيات القرن الثامن عشر إلى تدمير معظم جواهر التاج الفرنسي القديمة، إلى جانب إلغاء النظام الملكي الفرنسي وإعدام الملك لويس السادس عشر والملكة ماري أنطوانيت. عندما أعلن نابليون نفسه إمبراطورًا للفرنسيين بعد عقد من الزمان، قرر إنشاء رموز إمبراطورية جديدة، وكان محورها "تاج شارلمان".
ساهم نابليون في أصالة تاجه الجديد وادعائه أنه ملك لشارلمان من خلال دفع تكاليف دراسة في عام 1804 أثبتت أصالة التاج وعراقته. ولجعل هذا الأمر أكثر مصداقية، ادعى هذا المنشور أنه نشر لأول مرة في نهاية عهد الإرهاب، وكأن التاج قد نجا من الثورة.

## الاستخدام

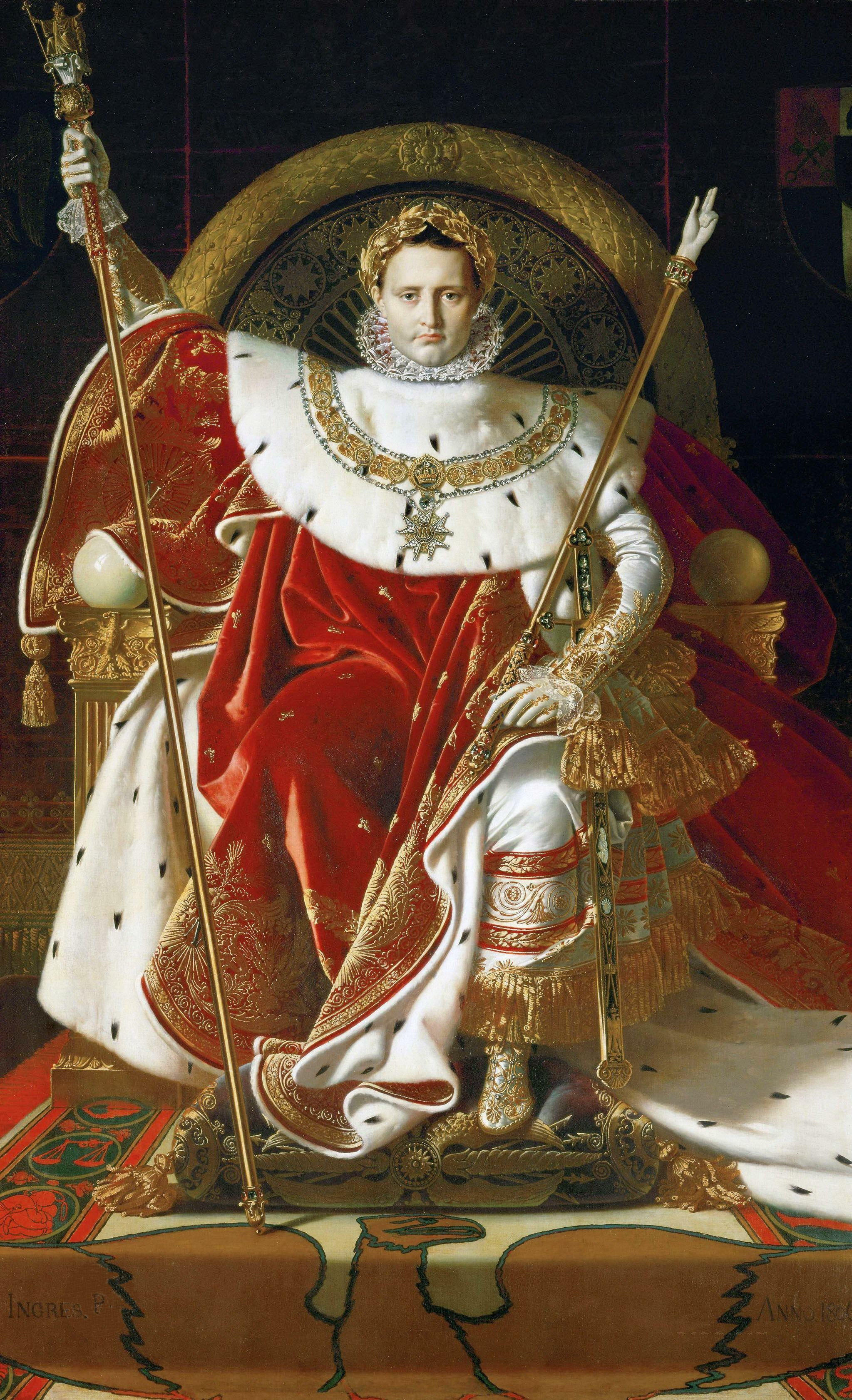
نابليون الأول على عرشه الإمبراطوري، بريشة جان أوغست دومينيك إنجر

في تتويج نابليون، الذي أقيم في كاتدرائية نوتردام بدلاً من كاتدرائية ريمس، الموقع التقليدي للتتويج الملكي الفرنسي، استخدم في الواقع تاجين. في البداية، وضع تاج الغار الخاص بالإمبراطور الروماني على رأسه. وبعد ذلك وضع التاج الإمبراطوري على رأسه لفترة وجيزة، ثم لمسه على رأس الإمبراطورة جوزفين.

## تصميم
كما كان الحال مع التيجان الأوروبية القارية، فإن تاج نابليون يتكون من ثمانية أنصاف أقواس. وهي مزينة بأصداف محفورة وأحجار عقيق منحوتة تلتقي عند كرة ذهبية، وفوقها صليب. التاج نفسه يناضر العصور الوسطى في أسلوبه، ويعتمد كليًا على الذهب والزخارف المعدنية وخالٍ من التغطية الرئيسية بالماس والمجوهرات الشائعة في التيجان المصنوعة في وقت لاحق من القرن التاسع عشر.

## بعد الإمبراطورية الأولى
ظل تاج نابليون مستخدمًا حتى سقوطه للمرة الثانية في عام 1815. تم تنصيب الملك لويس الثامن عشر، شقيق لويس السادس عشر، على العرش ملكًا لفرنسا بعد الإطاحة بنابليون. وعلى النقيض من أخيه ونابليون، اختار الملك الجديد عدم إقامة حفل تتويج. عندما أصبح شقيقه، شارل العاشر، ملكًا في عام 1824، أعاد التتويج الملكي التقليدي في رسمس وتوج باستخدام التاج الملكي الفرنسي الوحيد المتبقي قبل الثورة، تاج لويس الخامس عشر. لم يعد هناك المزيد من التتويجات الفرنسية، سواء الإمبراطورية أو الملكية، بعد الإطاحة بشارل العاشر في عام 1830.
عندما أعلن نابليون الثالث نفسه إمبراطورًا لفرنسا في عام 1852، اختار عدم التتويج أو ارتداء تاج نابليون الأول. ومع ذلك، تم إنشاء تاجين له، تاج نابليون الثالث، وتاج الإمبراطورة أوجيني لزوجته.

## بيع جواهر التاج الفرنسي
في عام 1885، ومن أجل إعاقة أية محاولات أخرى لترميم التاج الملكي أو الإمبراطوري، قررت الجمعية الوطنية الفرنسية بيع معظم جواهر التاج الفرنسي. تم الاحتفاظ بعدد قليل من التيجان لأسباب تاريخية، وتم استبدال المجوهرات الثمينة التي كانت بداخلها بالزجاج المزخرف. كان تاج نابليون الأول واحدًا من التاجات القليلة التي تم الاحتفاظ بها. وهو الآن معروض في متحف اللوفر في باريس.

## روابط خارجية
- "Couronne aux camées, dite". Musée du Louvre. 10 فبراير 2022. مؤرشف من الأصل في 2025-01-17. اطلع عليه بتاريخ 2022-07-16.